# Ger Senden
Ger Senden (Heerlen, 9 luglio 1971) è un ex calciatore olandese, di ruolo difensore.

## Carriera
Utilizzato in prevalenza come terzino destro ha giocato per tutta la carriera nel Roda JC, con la cui maglia ha vinto per due volte la KNVB beker.

## Palmarès

### Club

#### Competizioni nazionali
- Coppa dei Paesi Bassi: 2

Roda: 1996-1997, 1999-2000